# Duvanište
Duvanište (en serbe cyrillique : Дуваниште) est un village de Serbie situé sur le territoire de la ville de Šabac, district de Mačva. Au recensement de 2011, il comptait 554 habitants.

## Démographie

### Évolution historique de la population
| 1948 | 1953 | 1961 | 1971 | 1981 | 1991 | 2002 | 2011 |
| ---- | ---- | ---- | ---- | ---- | ---- | ---- | ---- |
| 641  | 706  | 681  | 689  | 739  | 697  | 610  | 554  |

|  |